# All Hope Is Gone
All Hope Is Gone — (укр. «Надії Більше Немає») четвертий студійний альбом гурту Slipknot, що вийшов 2008 року. Це останній альбом, записаний за участю басиста Пола Ґрея, помершого 24 травня 2010. Альбом був неоднозначно прийнятий фанатами гурту. Одні вважали його найкращим творінням групи, інші ж — провальним. Альбом дебютував на першому місці в американському чарті Billboard 200, в листопаді 2008 року став золотим, а 10 серпня 2010 року — платиновим. Фільм про турне на підтримку All Hope Is Gone присутній на 4-му DVD групи (Sic) nesses.

## Список композицій
Автор музики і слів Slipknot. 
| #     | Назва                         | Тривалість |
| ----- | ----------------------------- | ---------- |
| 1.    | «.execute.»                   | 1:50       |
| 2.    | «Gematria (The Killing Name)» | 6:03       |
| 3.    | «Sulfur»                      | 4:39       |
| 4.    | «Psychosocial»                | 4:45       |
| 5.    | «Dead Memories»               | 4:30       |
| 6.    | «Vendetta»                    | 5:17       |
| 7.    | «Butcher's Hook»              | 4:16       |
| 8.    | «Gehenna»                     | 6:55       |
| 9.    | «This Cold Black»             | 4:42       |
| 10.   | «Wherein Lies Continue»       | 5:38       |
| 11.   | «Snuff»                       | 4:38       |
| 12.   | «All Hope Is Gone»            | 4:47       |
| 57:57 |                               |            |

| iTunes pre-order bonus track | iTunes pre-order bonus track | iTunes pre-order bonus track |
| #                            | Назва                        | Тривалість                   |
| ---------------------------- | ---------------------------- | ---------------------------- |
| 13.                          | «Psychosocial» (live)        | 4:30                         |
| 62:27                        |                              |                              |

| Special edition bonus tracks | Special edition bonus tracks       | Special edition bonus tracks |
| #                            | Назва                              | Тривалість                   |
| ---------------------------- | ---------------------------------- | ---------------------------- |
| 13.                          | «Child of Burning Time»            | 5:10                         |
| 14.                          | «Vermilion Pt. 2» (Bloodstone Mix) | 3:39                         |
| 15.                          | «'Til We Die»                      | 5:45                         |
| 72:30                        |                                    |                              |